# Saint-Christophe-du-Luat
Saint-Christophe-du-Luat è un comune francese di 773 abitanti situato nel dipartimento della Mayenne nella regione dei Paesi della Loira.

## Società

### Evoluzione demografica
Abitanti censiti